# Mua tại đây, thanh toán tại đây
Mua tại đây, Thanh toán tại đây (Buy Here Pay Here - BHPH) đề cập đến phương thức điều hành đại lý ô tô trong đó các đại lý tự mở rộng tín dụng cho người mua ô tô. Thông thường, người mua xe tại các đại lý BHPH có lịch sử tín dụng kém và các khoản vay có lãi suất cao. BHPH có thể cung cấp tùy chọn cho những người không thể đáp ứng các tiêu chuẩn tín dụng ở nơi khác.

## Lịch sử và nền tảng
Ngành công nghiệp BHPH có nguồn gốc chủ yếu vào đầu những năm 1970 trong cuộc khủng hoảng tiết kiệm và cho vay của Hoa Kỳ. Với nhiều điểm tương đồng với cuộc khủng hoảng tài chính hiện nay (2008 - 2010) rất khó có được, thất nghiệp đang gia tăng và nền kinh tế vẫn đang chuyển đổi từ nền kinh tế dựa trên sản xuất sang nền kinh tế dựa trên dịch vụ.
Các đại lý ô tô vẫn muốn bán ô tô đã phải tìm cách đối phó với giá xe ngày càng tăng so với thu nhập. Họ đã phải bán những chiếc xe này cho người tiêu dùng thận trọng, những người không muốn hoặc không thể trả tiền mặt cho việc mua mới tại điểm mua. Trong nhiều trường hợp, khi các ngân hàng không cho người tiêu dùng vay, đại lý ô tô sẽ thành lập một công ty tài chính liên quan (RFC) và để công ty tài chính chấp thuận cho vay trên phương tiện này. Điều này thể hiện một bước đi vào mảng kinh doanh tài chính tiêu dùng của các đại lý ô tô. Lợi thế cho các đại lý bán hàng có tài chính RFC là giảm rủi ro bán hàng và tài chính của các xe được bán. Vì cả RFC và đại lý đều có quyền sở hữu như nhau, chủ sở hữu có thể được hưởng lợi từ lợi nhuận từ việc bán chiếc xe và lợi nhuận từ khoản vay cho chiếc xe. Trong lịch sử, khoản trả tiền mặt cần thiết cho khoản vay BHPH thường lớn hơn tổng lợi nhuận từ việc bán chiếc xe. Do đó, nếu người mua không thanh toán, RFC có thể lấy lại chiếc xe và bán lại tại đại lý. Kể từ năm 2008, nhiều tổ chức cho vay bên ngoài đã tham gia vào thị trường và trả tiền mặt trung bình cho khoản vay BHPH đã giảm đáng kể, vì các đại lý cố gắng duy trì thị phần. Nhiều lợi ích của việc tách RFC ra khỏi đại lý BHPH dựa trên những thay đổi về mã số thuế của Đạo luật cải cách thuế năm 1986. Đạo luật đã hạn chế bất kỳ công ty nào sử dụng hàng tồn kho trong hoạt động kinh doanh của họ sử dụng kế toán tiền mặt.

## Các vấn đề
Do chi phí trả trước cao để đảm bảo hàng tồn kho, các đại lý ô tô thường gặp vấn đề trong việc quản lý dòng tiền của họ. Thông thường, các đại lý xe hơi đã sử dụng mua hàng tồn kho bằng cách sử dụng sơ đồ sàn bán lẻ, một loại tín dụng đặc biệt, thường yêu cầu ô tô phải được thanh toán đầy đủ trong vòng 90 ngày hoặc mua. Điều này có nghĩa là các đại lý ô tô sử dụng các khoản vay để tài trợ cho hoạt động của họ và do đó quan tâm đến việc bán xe càng nhanh càng tốt để sử dụng số tiền thu được để trả nợ thay vì trả hết tiền vay từ vốn lưu động của họ. Một khó khăn mà điều này gây ra cho các đại lý BHPH là khi họ bán xe cho khách hàng BHPH, RFC cần sản xuất các khoản vay để đại lý sẽ có tiền để trả hết hạn mức tín dụng trên ô tô đó. Thông thường, một 'cuộc khủng hoảng tiền mặt' là lý do chính khiến các đại lý ngừng hoạt động.

## Quy định tại Hoa Kỳ
Các công ty tài chính liên quan không được quy định chặt chẽ như ngân hàng của Cục Dự trữ Liên bang, thay vào đó, chúng được quy định bởi Bộ Các tổ chức tài chính hoặc Bộ Thương mại ở cấp Nhà nước tùy thuộc vào Nhà nước. Các quy định có thể bao gồm lãi suất tối đa, số tiền phí trễ hạn, thời gian ân hạn và vv. Một số công ty bắt đầu với tư cách là RFC đã phát triển đủ lớn để họ trở thành Ngân hàng Công nghiệp là ngân hàng được bảo hiểm FDIC thuộc sở hữu của các tổ chức phi tài chính.